# Грей Ірина Валентинівна
Ірина Валентинівна Грей (17 березня 1963, Київ) — українська співачка, композиторка, акторка і режисерка.

## Біографія
Освіта:
1980–1984 — Київське державне училище естрадного та циркового мистецтв за спеціальністю «Артист оригінального жанру»;
1996–2000 — Київський національний університет культури і мистецтв — за спеціальністю режисер;
Мистецька діяльність:
1983–1985 — робота в жіночому вокальному ансамблі «Мрія» при Київконцерті.
1985–1986 — бек-вокалістка в ансамблі Народного артиста України Миколи Гнатюка.
1986–1991 — солістка Київконцерту.
1991 — перші роботи в рекламі (тоді ще вокальні).
З 1995 — ведуча програм Національної радіокомпанії України. «Булочка на двох», «Пісня року».
З 2004 — озвучування та дублювання телепрограм та кінофільмів.
З 3 вересня 2017 року — Бренд-войс українського радіо.

## Творчість

### Найвідоміші пісні[1]
- «Давай залишимось вдвох»
- «Далеке літо»
- «Жінка у сірому (Lady in Gray)»
- «Мамо, дайте гроші на книжки!»
- «Опа-на»
- «Покохай мене, козаче»
- «Хочу заміж»
- «Сірий день»
- «Чуєш музику?»

### Дублювання та озвучення
- «Шоу Опри» («голос» Опри, канал Тоніс)
- «Павутиння Шарлотти»
- «Типу круті лягаві»
- «Півтора лицарі»
- «Подарунок»
- «Пила 6»
- «Тимчасово вагітна»
- «По той бік ліжка»
- «Коханці»
- «Дівчина за викликом»
- «Останній шанс Харві»
- «Посилка»
- «Химера»
- «Острів проклятих»
- «Красунчик 2»
- «Мачете»
- «Воруши ластами»
- «Піраньї 3D»
- «Скайлайн»
- «Пробач, хочу з тобою одружитися»
- «Король говорить!»
- «Як вийти заміж за мільярдера»
- «Месники. Могутні герої Землі»
- «Любов, інструкція використання»
- «Прада і почуття»
- «Спокусник»
- «Липучка»
- «Дім марень»
- «Дещо»

### Редакторка ліпсингу та режисерка дубляжу
«Пила 6», «Подарунок», «Химера», «Острів проклятих», «Красунчик 2», «Воруши ластами», «Піранії 3D», «Мачете», «Скайлайн», «Пробач, хочу з тобою одружитися», «Король говорить!», «Як вийти заміж за мільярдера», «Prada і почуття», «Спокусник», «Липучка», «Дім марень», «Дещо».